# Giacomo Amoretti (garibaldino)
Giacomo Amoretti (San Pancrazio Parmense, 6 giugno 1835 – ...) è stato un patriota italiano, arruolatosi volontario in tutte le principali campagne del Risorgimento, sia sotto all'esercito regolare sia tra i volontari garibaldini.

## La gioventù a San Pancrazio
Giacomo nacque nel paese di San Pancrazio Parmense, discendente dei punzonisti e tipografi fratelli Amoretti che prima collaborarono con, e poi furono acerrimi concorrenti di, Giambattista Bodoni.
A soli 12 anni assistette al fervore patriottico che infiammò l'Italia nel 1848, allorché i moti di Parma portarono al positivo referendum di annessione al Regno di Sardegna e l'arciprete di San Pancrazio don Cristoforo Gallinari, avendovi partecipato, fu allontanato dalla parrocchia.
Imparò l'arte di fabbro dal padre Ambrogio Amoretti, già sindaco di San Pancrazio e ultimo della famiglia ad aver lavorato nella fonderia di caratteri fondata dal celebre sacerdote don Andrea Amoretti.

## 1859 - Seconda guerra d'indipendenza
Dopo la sconfitta del 1849, si dovette attendere 10 anni prima che il Regno di Sardegna fosse pronto a riprendere la guerra di liberazione dell'Italia settentrionale dal dominio austriaco, stavolta con l'aiuto del restaurato Secondo Impero Francese. Il 10 gennaio 1859 re Vittorio Emanuele II recitò al parlamento di Torino un celebre discorso, facendo riferimento al grido di dolore che si levava al Piemonte da tante parti d'Italia, in aperta sfida all'Impero austriaco che provvide a rinforzare l'esercito presente nel Lombardo-Veneto con un ulteriore corpo d'armata.
Da quel momento, molti volontari affluirono da tutta Italia verso Torino. I primi e più valenti furono inquadrati nell'esercito regolare, gli altri nei Cacciatori delle Alpi al comando del generale Giuseppe Garibaldi. Giacomo fu assegnato alla 13ª compagnia inquadrata nel 4º battaglione del 14º Reggimento fanteria, brigata Pinerolo, III Divisione.
Il 29 maggio la divisione ricevette l'ordine di prendere Vinzaglio, ma non vi trovò il nemico che, per una serie di errori da parte dei comandi, poté impegnare gli italiani solo a Palestro, venendo sconfitto nonostante la locale superiorità numerica.
Dopo la liberazione di Milano, esito della vittoria dei francesi a Magenta, l'alto comando austriaco fu sostituito e, sotto l'imperatore Francesco Giuseppe in persona, l'esercito invertì la marcia per affrontare gli alleati franco-piemontesi.
Il 24 giugno si svolse sulle alture di Solferino e San Martino una battaglia d'incontro tra i due eserciti. I piemontesi affrontarono sul fronte settentrionale del campo di battaglia le truppe dell'VIII Corpo d'Armata austriaco del generale Ludwig von Benedek. Nonostante l'impeto dei feroci assalti italiani, susseguitisi per tutta la giornata, gli austriaci, in posizione elevata e in costante superiorità numerica, riuscirono sempre a ricacciare i sardi sulle posizioni di partenza.
Il 14º fanteria entrò sul campo nel pomeriggio, partecipando a un primo assalto che per un attimo conquistò le più avanzate posizioni austriache, per venire poi violentemente respinto.
Il generale piemontese Filiberto Mollard, su ordine del re Vittorio Emanuele II di prendere San Martino a tutti i costi, coordinò a sera l'attacco finale che mise gli austriaci in fuga.
Il 14º reggimento partecipò all'attacco, trovandosi sotto al micidiale fuoco austriaco, che fu vinto solo a colpi di fucile e baionetta.
Lo scontro fu particolarmente sanguinoso e causò molte perdite tra gli italiani. Di Giacomo si dichiarava: "fu favorito dalla fortuna, non avendo riportato la più leggera ferita".
Giacomo fu decorato della medaglia d'argento dalla costituita Assemblea dei Rappresentanti del Popolo, nell'attesa che Parma fosse annessa al Regno d'Italia, e della Medaglia commemorativa francese della campagna d'Italia.
All'interno della Torre monumentale di San Martino della Battaglia, lungo la rampa che porta alla sommità, un ciclo di dipinti immortala le più importanti scene del Risorgimento Italiano. Tra quelle, nell'area dedicata alla battaglia di San Martino, è stato scelto di raffigurare il 14º Reggimento fanteria che, sfilando davanti alla contesissima cascina Contracania, finalmente presa al nemico, prosegue verso la sommità delle alture nell'assalto che avrebbe dato agli italiani la vittoria.

## 1860 - Spedizione dei Mille
Nel maggio 1860 il generale Garibaldi con mille volontari salpò dallo scoglio di Quarto a Genova verso la Sicilia, ove erano in corso dei moti anti-borbonici, con lo scopo di liberare l'Italia meridionale e unirla al Regno d'Italia.
A San Pancrazio Parmense, nel giorno 12 maggio l'arciprete don Cristoforo Gallinari benedisse il tricolore e lo issò sul campanile della chiesa parrocchiale.
Poco dopo, Giacomo Amoretti partì da Genova per essere arruolato nel luglio 1860 come caporale nella 18ª Divisione dell'Esercito dell'Italia Meridionale al comando di Nino Bixio, partecipando a tutte le fasi della campagna sul continente.
Penetrati in Campania, i garibaldini si preparavano a sferrare il colpo decisivo ai napoletani e nell'ottobre 1860 20'000 volontari si trovarono di fronte l'intero esercito borbonico, forte di 50'000 effettivi.
Nella Battaglia del Volturno la divisione Bixio fu assaltata dalla brigata estera del generale Johann Lucas von Mechel, composta da truppe borboniche, bavaresi e svizzere. Bixio dovette retrocedere con gravi perdite oltre il Monte Caro, posizione successivamente ripresa. Nonostante le gravi perdite subite dai garibaldini, l'attacco borbonico fallì e lo scontro fu una sostanziale vittoria per i volontari, aprendo loro la strada verso Capua, presa con l'assedio, infine verso Napoli e il successo della campagna.
Alla dismissione dell'esercito garibaldino, Giacomo fu inquadrato caporale nel corpo dei Vigili del Fuoco di Napoli fino al 1865, quando poté fregiarsi della Medaglia commemorativa dell'Unità d'Italia.

## 1866 - Terza guerra d'indipendenza
Durante la Terza Guerra di Indipendenza il Regno d’Italia accettò di nuovo nelle proprie file i volontari, presentatisi in massa all’annuncio dell’imminente guerra e organizzati in un Corpo d’armata indipendente, affidato a Giuseppe Garibaldi.
Giacomo Amoretti fu inquadrato come soldato nella 14ª compagnia, 4º battaglione, V reggimento del Corpo Volontari Italiani.
Mal organizzati e mal equipaggiati, i garibaldini, il 19 giugno 1866, ebbero l’ordine di difendere il lago di Garda, insinuarsi nella valle dell’Adige e prenderne saldamente il controllo al fine di tagliare le comunicazioni austriache tra il corpo d’armata stanziato in Veneto e il Tirolo. L’iniziale avanzata sul Caffaro e verso il Trentino fu bruscamente interrotta dopo la disfatta di Custoza il 24 giugno, poiché Garibaldi ricevette l’ordine di difendere Brescia da una possibile avanzata nemica.
La vittoria di Sadowa ottenuta dai prussiani contro gli austriaci il 3 luglio 1866 e il progressivo ritiro a metà luglio dell’arciduca Alberto dal Veneto costringevano però il generale Fran Kuhn von Kuhnefeld ad una posizione difensiva. Kuhn, preoccupato dall’avanzata di Garibaldi, prese l'iniziativa e il 21 luglio 1866 entrò in contatto con l’avanguardia italiana a Locca, costituita dal V reggimento al comando del colonnello Giovanni Chiassi.
Attaccati da 2'000 austriaci dotati di artiglieria, nonostante il loro eroismo, dopo la morte del colonnello Chiassi i 500 garibaldini dell'avanguardia restarono quasi completamente o a terra o prigionieri.
Grazie al sacrificio delle forze a Locca, Garibaldi ebbe il tempo di organizzare l'attacco al paese di Bezzecca e dopo sei ore di combattimento Montluisant, il comandante austriaco, temendo di restare senza munizioni e vedendo i suoi uomini esausti, convinto di aver arrestato l’avanzata garibaldina, iniziò la ritirata, lasciando la retroguardia a continuare lo scontro che fu vinto dagli italiani a colpi di baionetta. Giacomo Amoretti fu fra i prigionieri fatti a Locca dagli austriaci.
Al rientro in Italia, ottenne la promozione a sergente restando inquadrato nel distretto militare di Napoli.

## 1867 - Campagna dell'Agro Romano
Nel 1867 Giuseppe Garibaldi organizzò una spedizione per la liberazione di Roma dal dominio pontificio e annettere l'urbe al Regno d'Italia.
Giacomo Amoretti rispose per la quarta volta alla chiamata patriottica e a Napoli fu arruolato come sergente nella 5ª compagnia del 2º battaglione della colonna al comando di Giovanni Nicotera. Mentre Garibaldi invadeva i territori pontifici da nord, Nicotera da Napoli occupava la Ciociaria nel tentativo di sollevarla contro il Papa.
Il 26 ottobre il secondo battaglione partì a riprendere Monte San Giovanni, incautamente abbandonato il giorno precedente dal maggiore Pisani per un errore di valutazione.
Il paese sembrava sgombro ma era in realtà presidiato da un centinaio di gendarmi, rinforzati da altrettanti zuavi pontifici, che ordirono un attacco a sorpresa ai garibaldini, causandone la rotta generale ad eccezione di trentanove coraggiosi della quinta e della settima compagnia, guidati dal maggiore siciliano Raffaele di Benedetto e dal capitano senese Giuseppe Bernardi, che decisero di tenere il campo contrattaccando alla baionetta, tra cui Giacomo Amoretti.
I trenta volontari rimasti, incalzati dagli zuavi, si barricarono all'interno della cascina Valentini rifiutandosi di cedere le armi, nonostante fossero circondati e presi di mira da quattrocento nemici tra soldati regolari e intervenuti squadriglieri papali della Santa Cecilia.
Dopo otto ore di combattimento, non essendo riuscite a vincere l'eroica resistenza dei garibaldini e sottoposte ad ingenti perdite per il preciso tiro che gli italiani operavano dalle finestre, le truppe pontificie appiccarono il fuoco alla cascina. I patrioti ordirono allora un'audace ed improvvisa sortita, riuscendo a rompere l'accerchiamento con un assalto alla baionetta. Dopo due ore di cammino notturno i soli ventidue superstiti, fra cui l'Amoretti, poterono riunirsi al battaglione. La loro resistenza permise di mantenere impegnati per una giornata intera 400 papalini, mentre Nicotera procedeva indisturbato ad occupare Casamari, aprendosi la strada verso Frosinone.
La colonna Nicotera fu poi intercettata dalle truppe francesi e ripiegava verso Napoli, non partecipando alla battaglia di Mentana. Tuttavia, in seguito alla conquista di Roma nel 1870, i volontari tra cui Giacomo Amoretti poterono fregiarsi della Medaglia ai benemeriti della liberazione di Roma.

## Epilogo
Non si hanno notizie certe circa gli ultimi anni di Giacomo Amoretti, mancando il suo nominativo nei registri mortuari della relativa chiesa parrocchiale.
Certamente ritornò nella nativa San Pancrazio, nella quale i discendenti conservavano una mantella garibaldina almeno fino al secondo dopoguerra, ma non si sa dove emigrò successivamente.
Il nipote Bindo Amoretti, arruolatosi nella Regia Marina fino al grado di capitano nel corpo dei Regi Equipaggi, qualifica di semaforista, mantenne relazioni con i discendenti di Nino Bixio fino alla morte, avvenuta nell'ospedale militare di Taranto negli anni '20 del XX secolo.

## Battaglie
- 1859, Battaglia di Solferino e San Martino
- 1860, Battaglia del Volturno
- 1866, Battaglia di Bezzecca
- 1867, fatto d'armi della casina Valentini presso Monte San Giovanni